# 阿利·伯克級驅逐艦
阿利·伯克級驅逐艦 （英語：Arleigh Burke class destroyer），簡稱為伯克級，是美國海軍装备的一型配備了「宙斯盾」作战系统和AN/SPY-1 3D相控阵雷达的驅逐艦，主要任務要求為協同航母战斗群的防空作戰。第一艘阿利·伯克級驅逐艦於1991年7月4日服役，以替換史普魯恩斯級驅逐艦顧盛號，之後同級艦陸續加入美國海軍以替代其他較為舊型的驅逐艦級，並在2005年9月21日至2016年5月20日间一度成為美國海軍唯一操作中的現役驅逐艦級。本艦級的命名源自美國海軍上將阿利·伯克，是二戰時代最有名的驅逐艦軍官。伯克本人在一號艦阿利·伯克號驅逐艦下水時仍在世，其在服役典禮上說：「此艦為戰而生，你們擁有的是世上最好的战舰。」
這型驱逐舰被設計為多用途驅逐艦，為適應防空作戰他們有強大的宙斯盾作战系统和标准系列防空導彈；反潛则有拖曳聲納、魚雷、RUM-139 阿斯洛克反潜导弹，和反潛直升機；水面戰有魚叉導彈和RIM-174 標準六型飛彈 SM-6 ERAM；並可配備戰斧巡航导弹進行對地打擊。
美國海軍原本計劃建造32艘朱姆沃爾特級驅逐艦接替阿利·伯克級，但只建造了3艘便中止。用於接替提康德罗加级导弹巡洋舰的19艘次世代巡洋艦CG(X)也被美國國會中止。美国海军只能選擇重啟阿利·伯克級的生產線，令伯克級成為美國海軍在第二次世界大戰後建造數量最多的水上戰鬥艦艇。伯克級共有1艘第I批次、20艘第IA批次、7艘第II批次、37艘第IIA批次、7艘第IIA（技术增进）批次（預計10艘）、1艘第III批次（預計生產22艘）以及計劃中的第III批次（預計9艘）

## 特徵
阿利·伯克級是至今世界上戰力最強的驅逐艦之一，其重量和火力超過許多巡洋艦。
起初伯克級約有提康德羅加級75%的防空能力，美國海軍在伯克級上縱向安裝了Mk 41垂直發射系統（VLS），可發射SM-2 MR飛彈和戰斧巡弋飛彈。但是在艦艏的Mk 41垂直發射系統只安裝了四組各8枚的發射模組（8-cell Modules ）而不是提康德羅加級的八組，所以垂直發射口數量也由提康德羅加級的122具減至90具，而Flight IIA伯克級，因取消安裝垂直發射系統重填裝裝置，因而有96個垂直發射口。伯克級採用較輕且較先進的SPY-1D平面陣列雷達，第二批次的Flight II/IIA伯克級改用SPY-1D(V)平面陣列雷達，它安裝在其單一上層結構的四個轉角處（C\corner），不過伯克級只有三具AN/SPG-62照明雷達（illuminator，對RIM-66飛彈標準二型中程飛彈（SM-2）和RIM-162進化型海麻雀飛彈（ESSM）進行終端導引）。
由於較為注重防空戰力的保持，反潛能力上伯克級就較提康德羅加級遜色不少。伯克級採用SQQ-89（V）4整合聲納套件，其中包含了SQS-53C艦體聲納雷達、SQR-19拖曳陣列雷達和SQQ-28直升機資料鏈等。但艦上唯一的反潛武器系統為Mk 46歸向魚雷，早先原有計畫用Mk-41 VLS垂直發射ASROC反潛火箭，不過遭到取消。當時設計觀念認為艦隊中已有其他船艦搭載足夠的直昇機，因此伯克級只需要有直升機甲板（cross decking）即可。DDG-52後，伯克級開始安裝RAST輔助著艦系統，且有幫助直升機加油和補充彈藥的設備。
伯克級建造打破傳統，艦身全用鋼製，沒有採用傳統的鋼鐵船底和鋁製上部混合法，但仍有如鋁桅竿等部位以減低重量。之所以全採用鋼材的原因，是因為1975年貝爾納普號巡洋艦（USS Belknap CG-26）失火導致鋁製上半部全毀，以及觀察英國軍艦在福克蘭群島戰爭受損報告，而決定全鋼製。1979年國防科學委員會提出關於軍艦弱點之研究報告，大幅影響伯克級的船艦設計。伯克級特別重視被動的防禦，除了艦體大多為鋼材料製外，在重要部分還使用了近130噸的凱夫勒裝甲。而基於匿蹤技術的考量，伯克級艦上結構平面處皆為傾斜構造，並盡量使艦體邊緣圓滑。
伯克級也是第一型有核生化空氣過濾器防護的驱逐舰，以及其艦體設計具有氣密的效果，所有船艙皆可增加氣壓來防止核生化污染。船艦的戰情中心則設置於艦體中央，且周遭被許多通道環繞，和過去美國海軍的習慣不同。而伯克級將戰術資料分至各艙室處理，如聲納室即位於戰情中心前方，以避免伯克級因敵方的一擊而喪失戰力。

## 研發過程

### Flight I

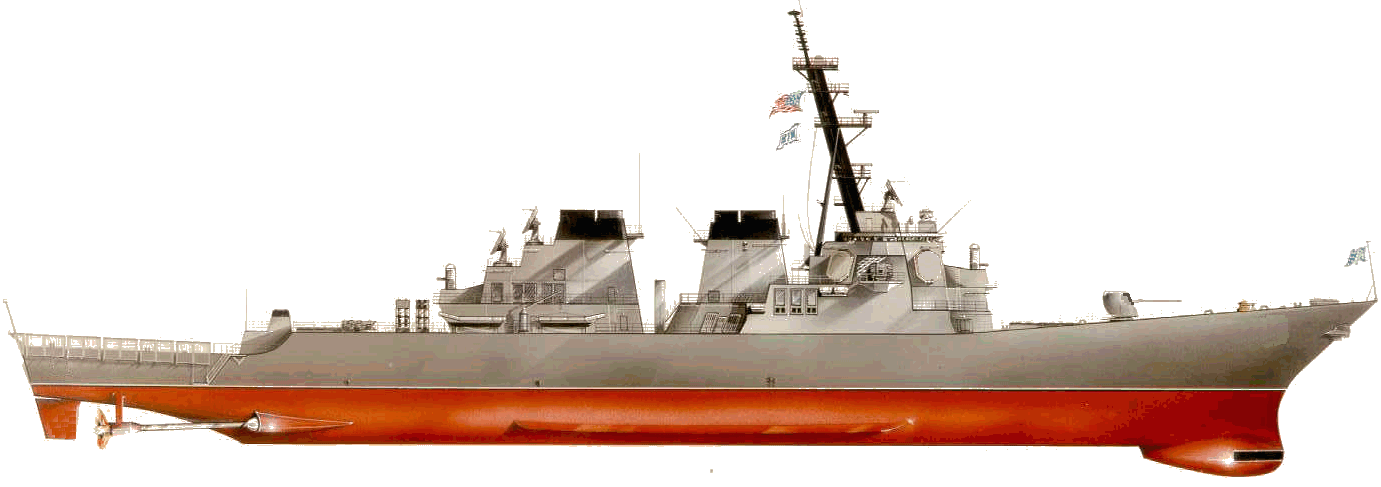
伯克級驅逐艦Flight I

1980年美國海軍為了取代過去的查爾斯·F·亞當斯級（Adams）和昆玆級（Coontz）驅逐艦，設立七個造艦合同，在計畫中，伯克級被設計成具有戰鬥群攻擊作戰能力的通用驅逐艦。1983年產生三個競爭者：巴斯鋼鐵（Bath Iron Works Shipyard）、陶德船廠和殷格司造船公司。 1985年4月3日巴斯鋼鐵得到3億2千190萬美金的合約頭期款，並授權建造伯克級首艦阿利·伯克号（USS Arleigh Burke (DDG-51)）號。 其中船體約占預算的11億美金，另外7億7千8百萬美金則是武器系統和神盾系統。然而，由於巴斯鋼鐵造船廠發生勞工問題，導致伯克級的工程遭到延誤，直到1991年第一艘伯克級才完工，此時原先要由伯克級所替換的船隻都早已退役。
伯克級堪稱美國海軍從冷戰時代以來第一種認真考慮艦體被動防護措施的水面艦艇。在核子戰爭與飛彈化的時代，原本世界各國逐漸放棄看似笨重的艦體被動防護措施，認為利用防空系統與電子戰裝置攔截或干擾 來襲武器才是治本之道；不過在伯克級的設計中，再度將艦艇被動防護措施納入重要課題。被動防護的定義包括避免被擊中，以及被擊中後盡量避免喪失戰鬥力，前者包括降低艦艇本身跡訊（包括雷達截面積、紅外線訊號、噪音等）、強化電子反制措施等，後者則包括在艦體重要艙室敷設破片防護裝甲、改良建材的耐火與抗擊能力、強化消防損管設施、重要系統採用分散及冗餘配置等等。其中，對於維持船艦中樞──戰情中心的生存能力特別重視。將CIC的戰鬥系統元件分散到三個不同區域的戰鬥系統設備室，並將戰斧巡弋飛彈控制台與聲納顯控台從CIC中移出另外設置；不過對於第一線美國海軍人員而言，無論哪一種方案都會改變現有的操作習慣，並造成過若干不便，所以一開始是帶有若干排斥的。

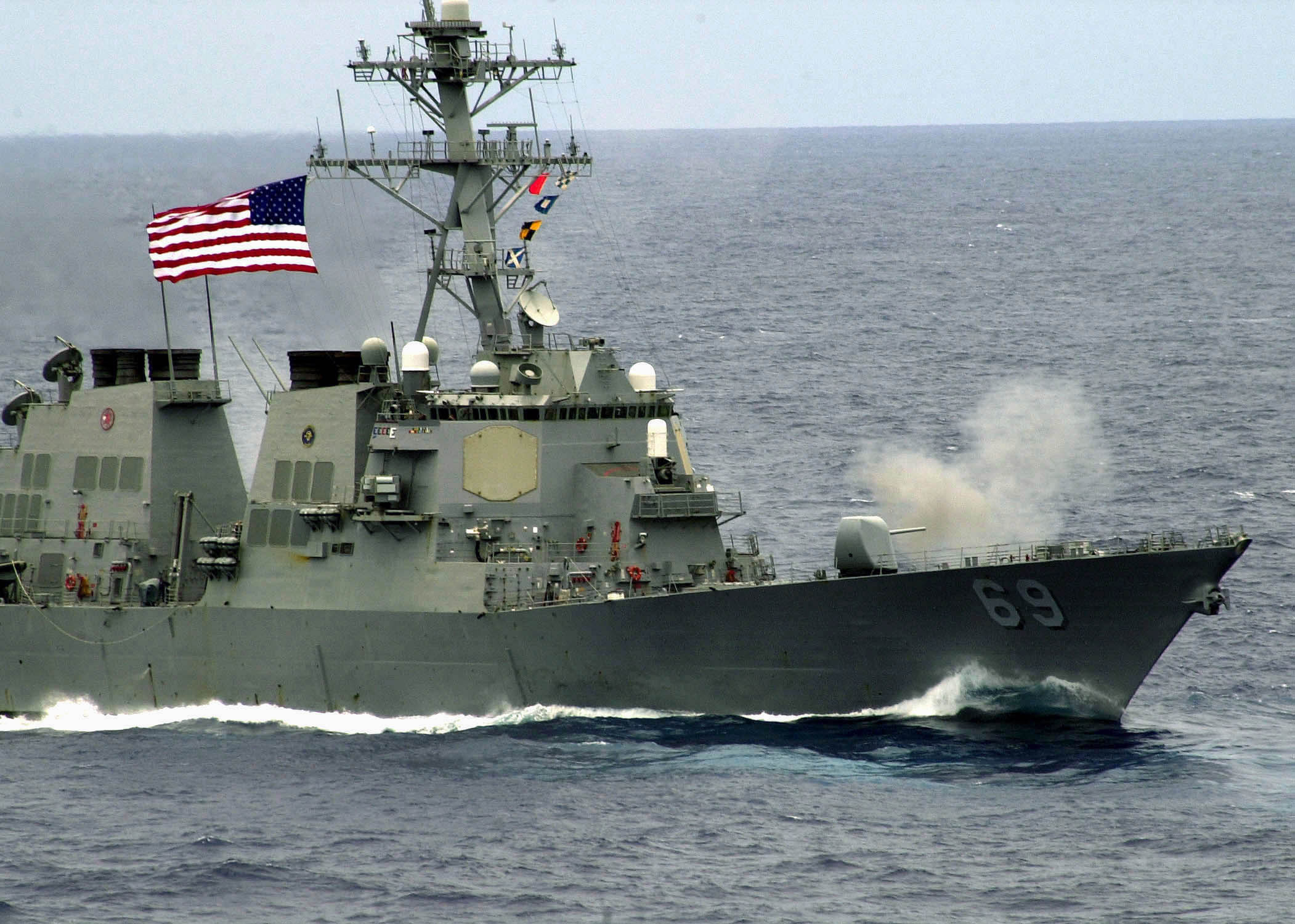
USS Milius(DDG 69) 一艘Flight I 的伯克級驅逐艦

當伯克級的預備設計進行同時，1982年的福克蘭戰爭發生了，這吸引包括美國在內的世界各國海軍的高度重視。在這場堪稱二戰以後第一次的正面高強度海空作戰中，英國皇家海軍有四艘水面作戰艦艇遭到阿根廷擊沈，並有多艘艦艇受創，其中暴露出許多艦艇防護設計與消防損管的課題，更是震撼了各國海軍；例如，雪菲爾號驅逐艦（HMS Sheffield)在渾然不覺的情況下被一枚飛魚反艦飛彈擊中，而這枚飛彈的彈頭雖未引爆，推進器殘餘的燃料卻引發大火，而雪菲爾號由於命中部位的關係立即喪失了主要電力與消防損管能力，加上艦內裝潢與電纜材質等並未考慮防火性能，導致 火勢一發不可收拾，最後終於不得不放棄該艦；而英國海軍21型巡防艦羚羊號(HMS Antelope）、熱情號（HMS Ardent) 中彈後，火勢延燒到鋁合金製造的上層結構，進而完全失控，一直燒到直到整個船艛完全融化坍塌、艦體折斷沈沒為止。許多當時正在設計的艦艇紛紛重新檢討防護設計，而伯克級自然不例外。海軍部長李曼隨即指示成立一個特別小組，專門研究福島戰爭對艦艇設計的所有教訓；在這樣的影響下，美國海軍修改了DDG 51的首要需求架構，特別重視艦艇的被動防護能力，包括抗震、抗爆、抵抗破片、抵抗電磁脈衝（EMP）、耐熱等項目都指定了具體的指標，此外更特別成立一個生存性計畫行動小組（SPAG）。經過研究之後，美國海軍認為當時造艦界流行以輕質鋁合金作為上層結構主要建材以降低艦體重心的作法已經不合時宜，因為鋁合金低燃點、低融點的特性正是福島戰爭中幾艘英艦中彈失火後災情迅速擴大、沒有機會滅火控制局面的主因。其實早在1975年美國海軍貝爾納普號巡洋艦與甘迺迪號航空母艦 (CV-67)相撞而失火燒毀整個上層結構後，美國海軍就已經領教到鋁合金建材耐火性差的問題，而福克蘭戰爭則促使美國造艦當局正視這個嚴重缺陷。
伯克級在設施材料的選擇上下了很多功夫，例如禁止使用木材、易燃窗簾或橡皮地毯等裝潢設施，各建材廣泛以防燃劑進行處理，電纜絕緣層採用天然和矽樹脂橡膠並加上玻璃纖維編織的保護層，以增加抵抗火災的能力。此外，艦內艙室設有完善的消防灑水設備，而消防損管能力一向是美國艦艇的強項之一。除了抵抗戰損的被動防護之外，伯克級在設計階段也把降低艦艇雷達訊號納入考量，上層結構完全採用平面並呈現傾斜角度，捨棄容易造成廣泛反射的弧狀邊緣或全反射的垂直交角，而甲板上的各種裝備也盡量集中與封閉。 早期伯克級想像圖顯示煙囪邊緣採用圓弧狀造型，後來改為直角造型。此外，直到1980年代後期，所有DDG 51想像圖中的主桅杆都採用傳統格子狀三角桅，直到最後才改成傾斜造型的桿狀合金桅杆，擁有較佳的低可偵測性技術能力。

### Flight IIA

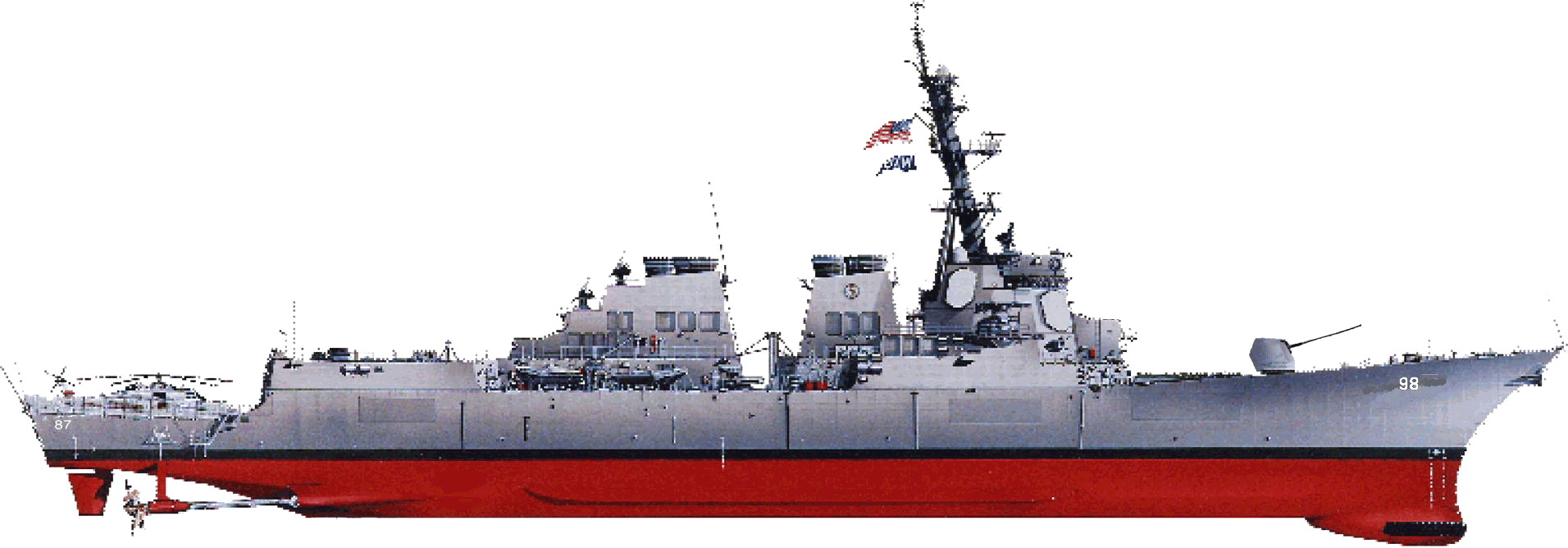
阿利·伯克級驅逐艦Flight IIA

之後的Flight IIA 構型有許多新功能，也有人建議改名「奧斯卡·奧斯丁級」（Oscar Austin class）来命名这一改型，奧斯卡·奧斯丁號（USS Oscar Austin DDG-79）是Flight IIA 購型的首艦。Flight IIA 增加了兩個反潛直升機停機库，受此影响，向后方覆盖的两面相位陣列雷達的安装位置被升高。另外后期舰艇换裝了新型的5吋/62倍口徑艦砲（裝於DDG-81和之後的艦）。Flight IIA 也修改了煙囪構造將囪斗埋入（裝於DDG-89和之後的艦），這成為外觀上最明顯改變.

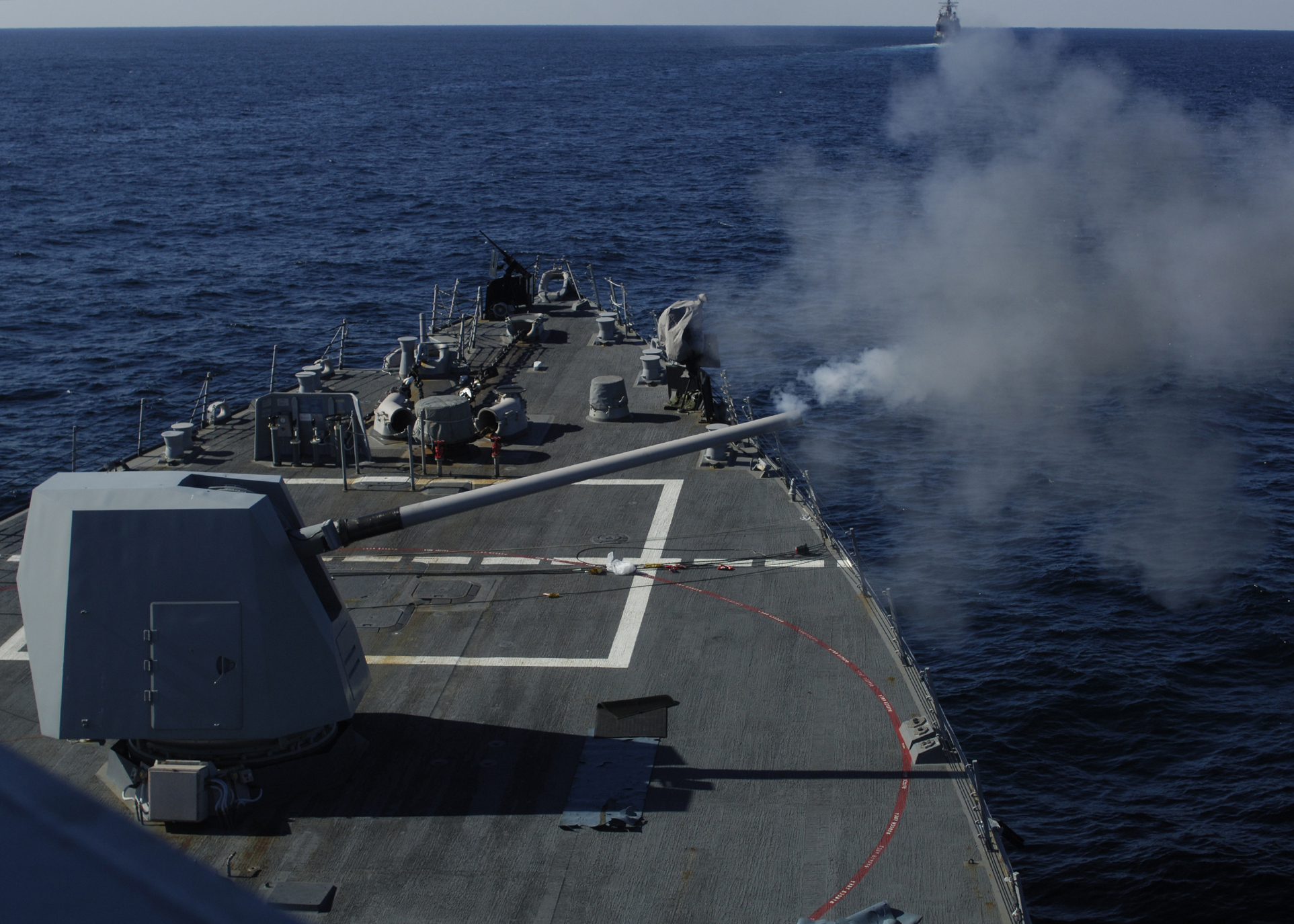
拉森號艦砲射擊

由于美國國會關注在愛荷華級戰艦退役後对岸炮击能力的不足，美國海軍最近的現代化升級案是加強其艦砲系統，而 Flight I型的延伸5吋艦砲射程變成當務之急，這升級案希望藉由新型引導式彈藥（ERGMs），讓战舰可以在40海浬外炮击海岸。
完成伯克Flight II的規劃之後，美國海軍作戰部長辦公室（OpNAV）在1988年4月5日啟動伯克級的後續改良研究，為此海上系統司令部（NAVSEA）之下負責水面作戰的第三部（op-3）特別組成一個領導小組與一個工作小組，分別研究不同的艦體構型組合與戰鬥系統修改，升級的方案從小規模修改到大規模更動。經過通盤考量作戰能力、成本與技術風險後，海上系統司令部於1989年正式提出伯克Flight IIA方案。
從平克尼號驅逐艦(USS Pinckney DDG-91)開始，原本位於煙囪兩側船舷甲板的Mk 32型水面船艦魚雷管便移至機庫頂部垂直發射器的兩側 ，以拉近與魚雷庫之間的距離，解決了早期伯克Flight 2A不易進行魚雷再裝填的問題。此外，從平可尼號到班布里奇號（USS Bainbridge DDG-96）等六艦，配備新開發的AN/WLD-1遙控偵雷/獵雷載具(Remote Minehunting System，RMS)進行測試，為此也 在後煙囪右側增設一個AN/WLD-1的收容庫，與尾部機庫結構融為一體，平時以庫門密封。目前就只有這六艘伯克Flight 2A設有AN/WLD-1的收容庫，從哈爾西號驅逐艦（USS Halsey DDG-97)開始又將之取消。美軍新一代的DD (X)陸攻驅逐艦與LCS多功能近岸戰鬥艦都將配備此種具備獵雷與反潛偵測能力的遙控載具。

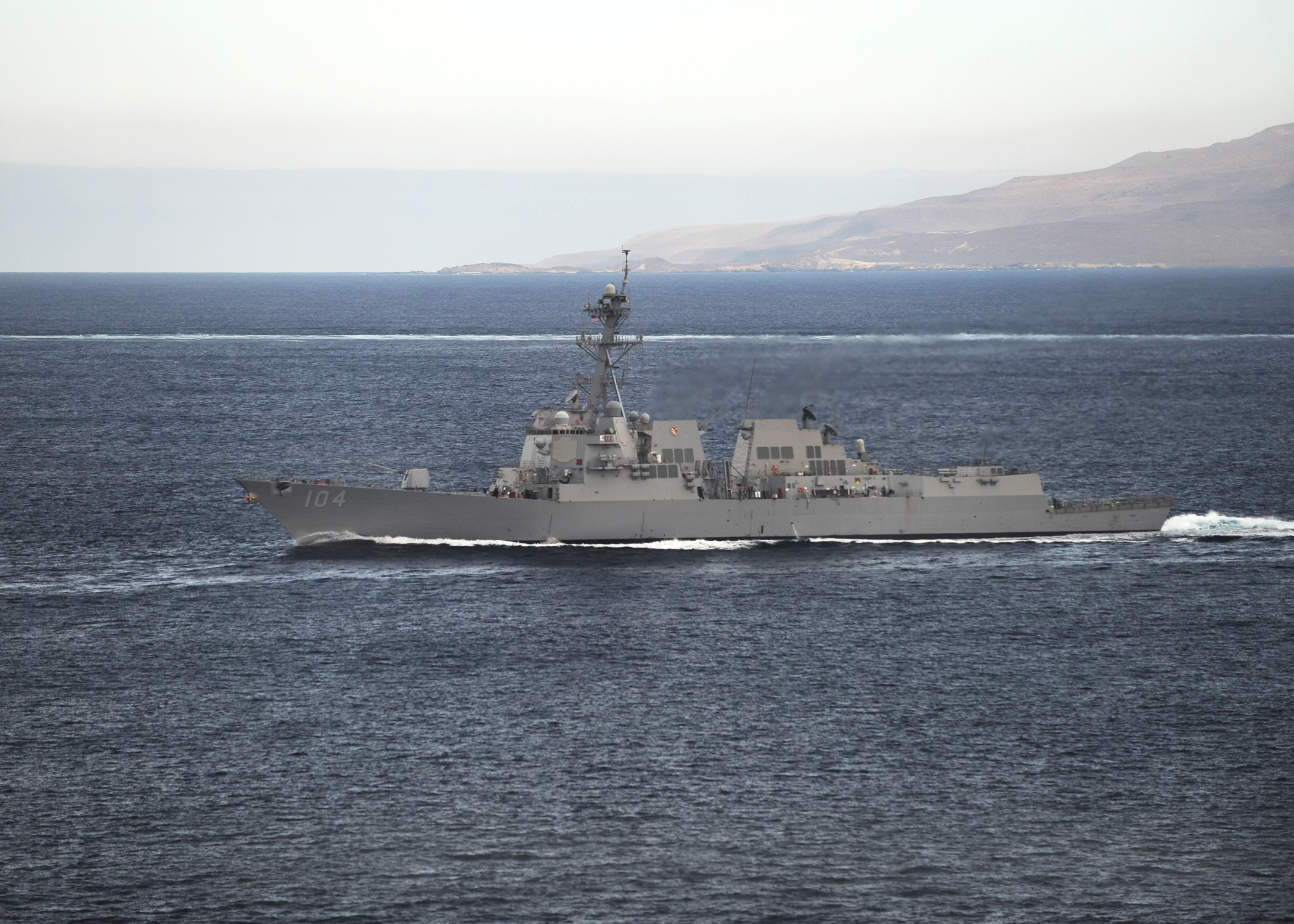
USS Sterett (DDG 104) Flight IIA

在Flight IIA方案中，第一大變更重點就是增加直昇機庫設施。以往美國海軍水面艦的反潛直昇機均由反潛艦艇（史普魯恩斯級驅逐艦、諾克斯級巡防艦）或護航艦艇（如派里級巡防艦）搭載，因此在提康德羅加級神盾巡洋艦之前，美國海軍擔負防空的飛彈巡洋艦或驅逐艦都只負責替友軍反潛直昇機進行加油掛彈等後勤支援，故只配備直昇機起降甲板與若干油彈儲存/整補設施，並未配置機庫與輔降設施。然而考慮到1970年代建造的派里級、史普魯恩斯級等主要搭載反潛直昇機的艦艇將從1990年代後期開始退役，勢將嚴重影響艦隊搭載直昇機的能力。因此，伯克Flight IIA就把直昇機庫設施納入重點要求之一。由於加入機庫勢必牽涉艦體變更，美國海上系統司令部提出的概念是插入與滑動（plug and slide），盡量維持伯克級原有的艦體區塊配置，基本上是在艦體後段「插入」一個含有機庫的船段，在Flight IIA的機庫中可以停放2台MH-60R反潛直升機。
伯克Flight IIA配置兩組MK-41艦載垂直發射系統模組，艦首仍維持四組八聯裝，而後部八組八聯裝垂直發射器則位於機庫結構的02甲板（原本伯克Flight 1/2的後部垂直發射器位於艦尾01甲板）。這樣的容量與伯克Flight I/II同級，然而伯克Flight IIA撤除了原本首尾各一的再裝填模組，因此實際可用的發射管數又比伯克Flight I/II多出六管，達到96管。 由於這種再裝填起重機的最大起重能力為2噸，只能進行RIM-66飛彈飛彈防空飛彈與阿斯洛克反潛飛彈的再裝填，對於更重的戰斧巡弋飛彈則無能為力。依照冷戰時代的大洋反潛、防空作戰設想，消耗最快的飛彈理當是標準防空飛彈與反潛火箭，然而直到蘇聯解體，冷戰結束，從沒有任何敵國武裝勢力直接從空中或水下挑戰美國海軍艦隊。反倒是從1991年第一次波斯灣戰爭以來，在歷次後冷戰時代的地區性戰爭中，戰斧巡航飛彈成為美國神盾巡洋艦/驅逐艦消耗量最大的彈種。面對最需要再補給的戰斧巡弋飛彈，海上再裝填補給裝置卻無能為力，照樣得返回港口，由碼頭邊更大型的起重機進行戰斧巡弋飛彈的再裝填。此外，實際操作經驗顯示洋面上航行中的飛彈再裝填作業有相當困難性；因此，柏克Flight IIA遂把這兩組實用性不高的再裝填用起重機撤除，再多裝六個發射管。而伯克Flight IIA這種前32、後64管的構型，便稱為MK-41 Mod 7。
近迫防禦方面，原本刪除方陣近迫武器系統、改用RIM-162飛彈的，一方面是簡化艦上的配置，同時也反應當時各國海軍與國防產業對反艦飛彈防禦的看法；當時各國普遍開始質疑射程短、威力有限且一次只能對付一個目標的機砲式近迫武器系統， 將不足以應付新一代超音速反艦飛彈乃至多軸向飽和攻擊；因此，射程較長（意味較遠的攔截距離、更多的反應時間與較多的攔截次數）、威力相對較大、發射後能在空中機動追擊目標且可同時發射多枚的新一代短程防空飛彈，才是未來船艦反飛彈自衛的趨勢。因此，當時許多人建議以發展中的ESSM來取代方陣近迫武器系統，ESSM的靈活度與射程都較先前的AIM-7麻雀飛彈大幅增加，更適合對付新一代刁鑽靈活的反艦飛彈；而且ESSM採用緊致的折疊彈翼，配合特別發展的四合一發射器，每個MK-41發射管都可容納一組四合一ESSM發射器，故單一發射管的攜帶量是過去的四倍。此等近迫接戰能量遠高於過去每次至多連續射擊五個目標、之後就需要花費至少四分鐘重新裝彈的方陣近迫武器系統 。此外，相較於1980年代後期美國開始開發的RIM-116滾體飛彈系統，ESSM射程長得多（RAM Block 0/1只有10公里級），面對超音速掠海而來/終端規避動作的來襲飛彈時，也能比RAM提前開始攔截，增加成功機率。
不過由於ESSM的開發時程趕不上伯克Flight IIA的服役，因此伯克Flight IIA仍保留前、後各一的方陣系統安裝平台，以增加一種選擇。依照原本的計畫，前四艘伯克Flight 2A（DDG-79~82）裝備MK-15 Block 1B方陣近迫武器系統作為墊檔，從接下來的哈沃德號（USS Howard DDG-83）起再以ESSM取代方陣系統，因此從DDG-83開始，各艦下水與完工進行海試時，都沒有裝備方陣系統。然而由於ESSM的研發測試時程超乎預期，直到2003年3月才進入美國艦隊展開實際驗證，因此DDG-83到DDG-102等服役時省略方陣系統的各艦，在日後進塢整修時 便陸續加裝方陣系統； 不過，只有DDG-83、84安裝了兩套方陣，DDG-85以後各艦僅在艦尾直昇機庫上方裝置一座方陣Block 1B。依照美國海軍的計畫，到2013預算年度，所有DDG-85以後的柏克級都會裝備一座方陣Block 1B。美國海軍內部對於完全放棄方陣、全靠ESSM的作法並不是沒有疑慮，即便ESSM帳面數據再漂亮，飛彈總有一段無法彌補的最小射程死角；如果懷有敵意的小型快艇或慢速飛行器（由於識別問題，這種目標不像高速的反艦飛彈，只要出現在偵測範圍就可以逕行攔截） 接近到認定必須接戰時，能夠直接瞄準開火的方陣Block 1B近迫系統才是最有效的最後一道防線。雖然柯爾號遇襲事件之後，美國艦艇多裝備了12.7mm機槍與MK-38 25mm機砲等人力操作火砲來對付迫近的小型船舶，但方陣Block 1B具備由戰情室遙控、對抗船身搖晃的穩定機制、整合紅外線熱影像儀來全天候作業等優勢，都非人工操作的簡單槍砲可比。因此，美國海軍內部對於後期型柏克只裝備一門方陣快砲來節省預算（此外，許多方陣系統也被改造成陸基防衛系統來保護地面目標，導致海軍艦艇可以裝備的方陣數量減少）的作法並不表苟同，認為這危害到在高危險區域作業的驅逐艦的安全。

### Flight III

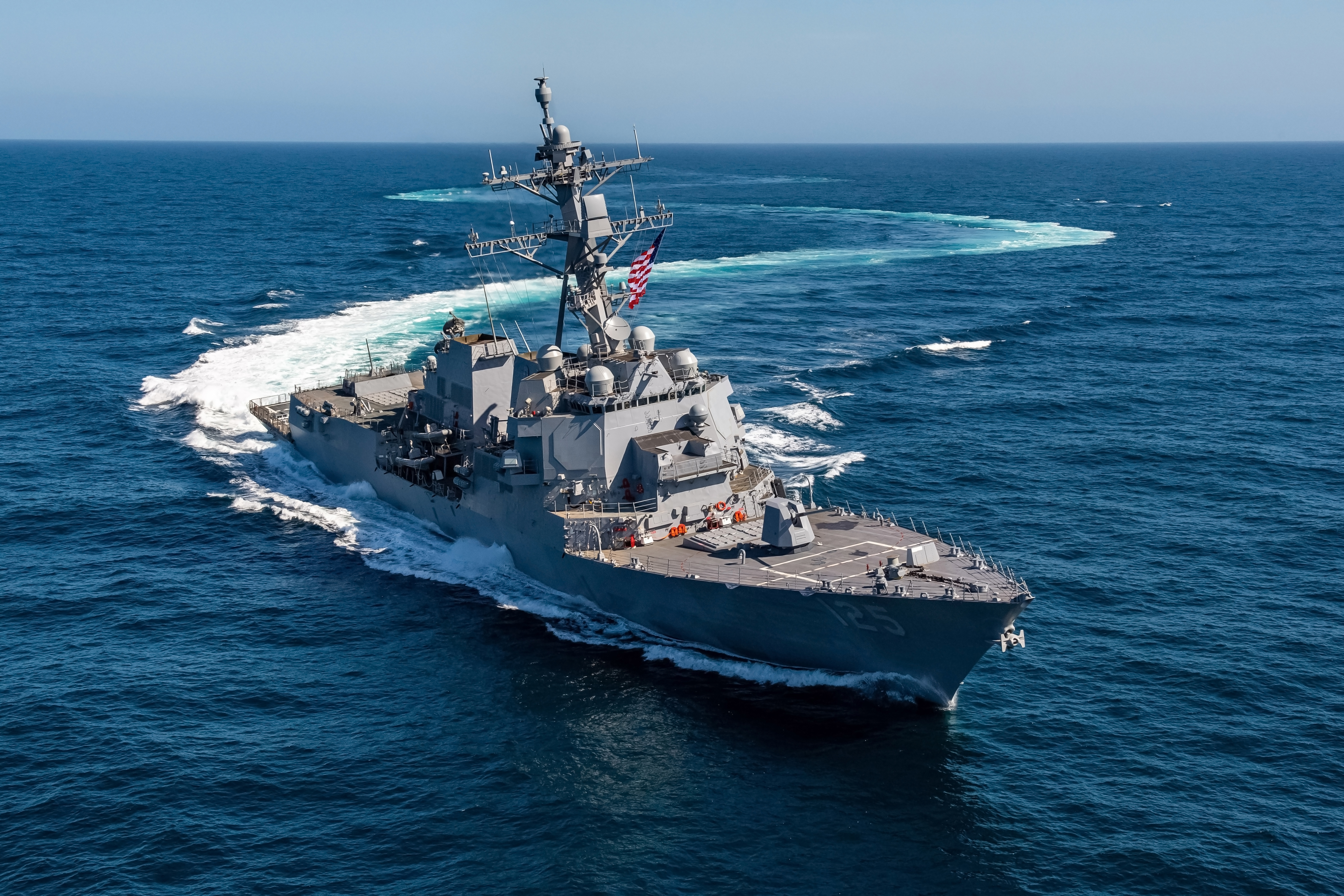
傑克盧卡斯號(DDG-125)

2013 财政年度，美国海军开始了 Flight III 的详细设计工作，以取代被取消的CG(X)项目。
美國海軍於2016年開始編列預算採購第三批次 (Flight III) 伯克級驅逐艦。與第二A批次相比，第三批次的雷達將裝置搜索能力增加30倍的AN/SPY-6主動式相位雷達，相較於先前的被動式相位雷達，尺寸也由12英尺（3.7）加大至14英尺（4.3）。第一艘第三批次伯克級驅逐艦將會是傑克·H·盧卡斯號(DDG-125)，預定於2024年下水服役。參考美國《國家利益》（The National Interest）及新聞報導，這是亨廷頓英戈爾斯工業公司（Huntington Ingalls Industries）建造的第35艘神盾戰鬥系統驅逐艦，也是第三批次（Flight III）的首艦。美國國防部希望維持驅逐艦招標的競爭性，並未透露這次升級付出多少代價。新型伯克III驅逐艦以雷神（Raytheon）AN/SPY-6先進飛彈防禦雷達（Advanced Missile Defense Radar，AMDR）取代SPY-1雷達。新型AN/SPY-6為主動電子掃瞄陣列雷達（Active electronically scanned array radar）結合氮化鎵收發模組，據稱功能比AN/SPY-1強30倍，探測距離約1000公里。為支援新系統，新型伯克III驅逐艦的發電與冷卻系統比舊艦強大，新型的4百萬瓦勞斯萊斯（Rolls-Royce）發電機將取代原本的3百萬瓦發電機。加入艦隊防空指揮功能，並新增航母打擊群防空作戰官，基本會取代提康德羅加級飛彈巡洋艦的任務，艦長將比照巡洋艦的上校階。
原先一般預料美國海軍會讓亨廷頓的對手巴斯鋼鐵造船廠（Bath Iron Works，BIW）建造阿利伯克III驅逐艦，以維持招標的競爭性並抑制價格。但不清楚為何軍方最後改弦易轍，繼續讓亨廷頓建造阿利伯克III驅逐艦。

#### AN/SPY-6主動式相位陣列雷達
美國海軍2021年6月7日表示，伯克級驅逐艦Flight III首艦「傑克盧卡斯號」(DDG-125)於2021年6月4日在密西西比州的帕斯卡古拉英格爾斯造船廠下水，成為第一艘安裝最新一代AN/SPY-6(V)1相陣列雷達的驅逐艦。

### 各批次差异
|                   | Flight I构型                                                                     | Flight II构型                                                                    | Flight IIA构型                                                                      | Flight III构型                                                                      |
| ----------------- | -------------------------------------------------------------------------------- | -------------------------------------------------------------------------------- | ----------------------------------------------------------------------------------- | ----------------------------------------------------------------------------------- |
| 建造              | 1988年 - 1997年                                                                  | 1995年 - 1999年                                                                  | 1997年 - 現在                                                                       | 2019年 - 現在                                                                       |
| 服役              | 1991年 - 現在                                                                    | 1998年 - 現在                                                                    | 2000年 - 現在                                                                       | 2023年 - 現在                                                                       |
| 数量              | 21艘                                                                             | 7艘                                                                              | 44艘/47艘计划                                                                       | 1艘/17艘计划                                                                        |
| 排水量            | 8,850 吨                                                                         | 9,033 吨                                                                         | 9,515 吨                                                                            | 9,700 吨                                                                            |
| 全長              | 153.77 米                                                                        | 153.77 米                                                                        | 155.3 米                                                                            | 155.3 米                                                                            |
| 水線              | 142.03 米                                                                        | 142.03 米                                                                        | 143.56 米                                                                           | 未知                                                                                |
| 全宽              | 20.27 米                                                                         | 20.27 米                                                                         | 20.27 米                                                                            | 20.1 米                                                                             |
| 水線宽            | 18.0 米                                                                          | 18.0 米                                                                          | 18.0 米                                                                             | 未知                                                                                |
| 吃水              | 6.31 米 (船体部) 9.35 米 (含声纳罩)                                              | 6.60 米 (船体部) 9.90 米 (含声纳罩)                                              | 6.68 米 (船体部) 9.72 米 (含声纳罩)                                                 | 9.40 米 (含声纳罩)                                                                  |
| 动力              | COGAG方式 GE LM2500-30燃氣渦輪發動機（26,250bhp/19.6MW）×4座                     | COGAG方式 GE LM2500-30燃氣渦輪發動機（26,250bhp/19.6MW）×4座                     | COGAG方式 GE LM2500-30燃氣渦輪發動機（26,250bhp/19.6MW）×4座                        | COGAG方式 GE LM2500-30燃氣渦輪發動機（26,250bhp/19.6MW）×4座                        |
| 动力              | 可变螺距螺旋桨(5桨)×2軸                                                          |                                                                                  |                                                                                     |                                                                                     |
| 速度              | 最大30+节（56+ km/h）                                                            | 最大30+节（56+ km/h）                                                            | 最大30+节（56+ km/h）                                                               | 最大30+节（56+ km/h）                                                               |
| 续航              | 4,400海里（20节巡航速度時）                                                      | 4,400海里（20节巡航速度時）                                                      | 4,400海里（20节巡航速度時）                                                         | 4,400海里（20节巡航速度時）                                                         |
| 乗員              | 士官23名+下士官兵300名                                                           | 士官23名+下士官兵300名                                                           | 士官32名+下士官兵348名 ※航空人员为 4 名军官 + 14 名士兵。                           | 未知                                                                                |
| 兵装              | Mk_45艦砲×1座 ※DDG 51-80舰为54mm口径 mod.1/2，81以后为 62mm口径 mod.4。          | Mk_45艦砲×1座 ※DDG 51-80舰为54mm口径 mod.1/2，81以后为 62mm口径 mod.4。          | Mk_45艦砲×1座 ※DDG 51-80舰为54mm口径 mod.1/2，81以后为 62mm口径 mod.4。             | Mk_45艦砲×1座 ※DDG 51-80舰为54mm口径 mod.1/2，81以后为 62mm口径 mod.4。             |
| 兵装              | Mk.38 25mm機関砲×2座                                                             |                                                                                  |                                                                                     |                                                                                     |
| 兵装              | Mk.15 20mm 方陣近迫武器系統×2座 ※DDG-64/71/75/78 的后近迫武器更换为SeaRAM        | Mk.15 20mm 方陣近迫武器系統×2座 ※DDG-64/71/75/78 的后近迫武器更换为SeaRAM        | Mk.15 20mm 方陣近迫武器系統×2座 ※对于 DDG-85 及以后版本，只有一个后部近迫武器单元。 | Mk.15 20mm 方陣近迫武器系統×1座                                                     |
| 兵装              | M2 12.7mm重機槍×4                                                                |                                                                                  |                                                                                     |                                                                                     |
| 兵装              | Mk.41 mod.2 VLS（29+61单元） （SM-2、RIM156A、SM-3、SM-6、ESSM、VL-ASROC、战斧） | Mk.41 mod.2 VLS（29+61单元） （SM-2、RIM156A、SM-3、SM-6、ESSM、VL-ASROC、战斧） | Mk.41 mod.7/15 VLS（32+64单元） （SM-2、RIM156A、SM-3、SM-6、ESSM、VL-ASROC、战斧） | Mk.41 mod.7/15 VLS（32+64单元） （SM-2、RIM156A、SM-3、SM-6、ESSM、VL-ASROC、战斧） |
| 兵装              | 魚叉反艦飛彈 4联装×2                                                             | 魚叉反艦飛彈 4联装×2                                                             | －                                                                                  | －                                                                                  |
| 兵装              | Mk.32 3联装魚雷管×2座                                                            |                                                                                  |                                                                                     |                                                                                     |
| 艦載機            | 轻型机载多用途系统辅助设备（如直升机甲板）                                       | 轻型机载多用途系统辅助设备（如直升机甲板）                                       | SH-60B/MH-60R 直升机 x 2                                                            | SH-60B/MH-60R 直升机 x 2                                                            |
| C4ISTA            | AN/USQ-119E(V) GCCS-M                                                            | AN/USQ-119E(V) GCCS-M                                                            | AN/USQ-119E(V) GCCS-M                                                               | 未知                                                                                |
| C4ISTA            | NTDS mod.4/5（Link 4A/11 (TADIL-A/B)/14/16）                                     | NTDS mod.4/5（Link 4A/11 (TADIL-A/B)/14/16）                                     | NTDS mod.4/5（Link 4A/11 (TADIL-A/B)/14/16）                                        | 未知                                                                                |
| C4ISTA            | 神盾戰鬥系統（AWS）                                                              |                                                                                  |                                                                                     |                                                                                     |
| C4ISTA            | AN/SQQ-89 统合反潜作战系统                                                       |                                                                                  |                                                                                     |                                                                                     |
| C4ISTA            | Mk.37 战斧武器系统（TWS）                                                        |                                                                                  |                                                                                     |                                                                                     |
| C4ISTA            | Mk.34 火炮武器系统（GWS）                                                        |                                                                                  |                                                                                     |                                                                                     |
| 雷达              | AN/SPY-1D 多功能型（4面; DDG-91以后则采用1D(V)）                                 | AN/SPY-1D 多功能型（4面; DDG-91以后则采用1D(V)）                                 | AN/SPY-1D 多功能型（4面; DDG-91以后则采用1D(V)）                                    | AN/SPY-6(V)1 多功能型（4面）                                                        |
| 雷达              | AN/SPS-67(V)3 水面搜索雷达                                                       | AN/SPS-67(V)3 水面搜索雷达                                                       | AN/SPS-67(V)3 水面搜索雷达                                                          | AN/SPQ-9B X波段追踪雷达                                                             |
| 雷达              | AN/SPS-64(V)9航海雷达                                                            | AN/SPS-64(V)9航海雷达                                                            | AN/SPS-64(V)9航海雷达(DDG-79~86) Decca Bridge Master E航海雷达(DDG-87起装备)        | AN/SPS-64(V)9航海雷达(DDG-79~86) Decca Bridge Master E航海雷达(DDG-87起装备)        |
| 雷达              | AN/SPG-62 SAM火控雷达×3 ※Mk.99 导弹飞控系统子系统。                              |                                                                                  |                                                                                     |                                                                                     |
| 声呐              | AN/SQS-53C→AN/SQS-53C(V)1 艦首装備式                                             | AN/SQS-53C→AN/SQS-53C(V)1 艦首装備式                                             | AN/SQS-53C→AN/SQS-53C(V)1 艦首装備式                                                | 未知                                                                                |
| 声呐              | AN/SQR-19B 拖曳阵列声纳                                                          | AN/SQR-19B 拖曳阵列声纳                                                          | AN/SQR-20（TB-37U）拖曳阵列声纳(DDG-113起)                                          | AN/SQR-20（TB-37U）拖曳阵列声纳(DDG-113起)                                          |
| 電子戦・ 対抗手段 | AN/SLQ-32(V)2電波探知装置 → AN/SLQ-32(V)5電波探知妨害装置                        | AN/SLQ-32(V)3 電波探知妨害装置 AN/SLQ-32(V)7電波探知妨害装置 (DDG-91)            | AN/SLQ-32(V)3 電波探知妨害装置 AN/SLQ-32(V)7電波探知妨害装置 (DDG-91)               | 未知                                                                                |
| 電子戦・ 対抗手段 | AN/SLQ-25 反魚雷诱饵装置                                                         |                                                                                  |                                                                                     |                                                                                     |
| 電子戦・ 対抗手段 | AN/SLQ-49诱饵装置                                                                |                                                                                  |                                                                                     |                                                                                     |
| 電子戦・ 対抗手段 | MK-36 Mod6干扰弹发射器＊6（SRBOC）                                               |                                                                                  |                                                                                     |                                                                                     |

1. ↑  在FlightII之前批次的配备了2×四联装的鱼叉反舰导弹，但从Flight IIA后的批次就不再配备了。 但保留后续安装鱼叉反舰导弹的空间。
2. ↑  NTDS mod.5 适用于 DDG-58 及更高版本。

## 神盾戰鬥系統
主條目：神盾戰鬥系統
神盾戰鬥系統（Aegis combat system），正式編號是Weapon System Mk7，是全世界第一種全數位化的艦載戰鬥系統，是美國海軍第一種具備決策輔助功能的系統，美國海軍現役最重要的整合式水面艦艇作戰系統。1960年代末，美國海軍認知自己在各種環境中的反應時間，火力，運作妥善率都不足以應付蘇聯利用大量反艦飛彈對美國海軍水面艦艇的飽和攻擊。
美國在越戰時期的經驗以及面對蘇聯的發展下，顯示出美國海軍主要水面作戰艦艇面臨幾項有待解決的問題。首先是對於多目標的追蹤和威脅分析能力，尤其是在面對複雜地形或者是電磁干擾環境下持續作業的能力。其次是面對大量空中目標，尤其是高速反艦飛彈來自多方向的可攔截數量。傳統的機械旋轉式雷達因為資料更新率的關係，對於低空或者是高速的目標在偵測與處理上有諸多的缺點，而在越戰時期開始引入數位電腦協助的自動化作戰系統的經驗，讓美國海軍對於利用電腦增強對多目標追蹤管制與情報掌握能力愈來愈有信心，因此在發展下一代的水面艦艇作戰系統上，決定將所有的偵測，指揮，管制和作戰系統全部整合在一起，不再讓各別系統下的管制檯與作業人員各自為政。
神盾系統的核心是一套電腦化的指揮決策與武器管制系統，雖然在表面上神盾系統很強調對於空中目標的追蹤與攔截能力，不過神盾系統的核心接收來自於艦上包括雷達，各種電子作戰裝置與聲納等偵測系統的資料，加上與其他水上、水下與空中的其他載具，經由戰術資訊網路交換的情報，經過自動化的訊號處理，目標識別，威脅分析之後，顯示在神盾系統的大型（兩具42英吋乘上42英吋）显示器上，提供指揮官最即時的情報資料。相關的目標資料也會顯示在各別的控制檯上。電腦作戰系統可以在必要的時候根據目標的威脅高低自動進行接戰。透過武器管制系統的整合與指揮，艦上的作戰系統得以發揮最大的能力進行必要的攻擊與防禦措施。武器管制系統轄下包括輕型空載多用途系統（LAMPS）、AGM-84魚叉反艦飛彈、標準三型防空导弹、密集阵近程防御武器系统、魚雷發射系統以及海妖反魚雷裝置等。
神盾作戰系統最重要，也是最顯眼的就是AN/SPY-1被動電子相位陣列雷达，這一套雷達共有四片，成六角形，分別裝置在艦艇上層結構的四個方向上。因為雷達本身不旋轉，完全利用改變波束相位的方式，對雷達前方的空域目標以每秒數次的速率進行掃描。第一代的SPY-1A雷達每片重量高達12000磅，上面有140套模組，每個模組包含32具發射/接收與相位控制單元。這一套雷達於1965年開始發展，1974年展開海上測試，第一套系統隨提康德羅加級巡洋艦第一艘提康德羅加號（CG-47）於1983年進入美國海軍服役，後來又發展到驅逐艦，阿利·伯克級驅逐艦第一艘阿利·伯克号（DDG-51）於1991年進入美國海軍服役。

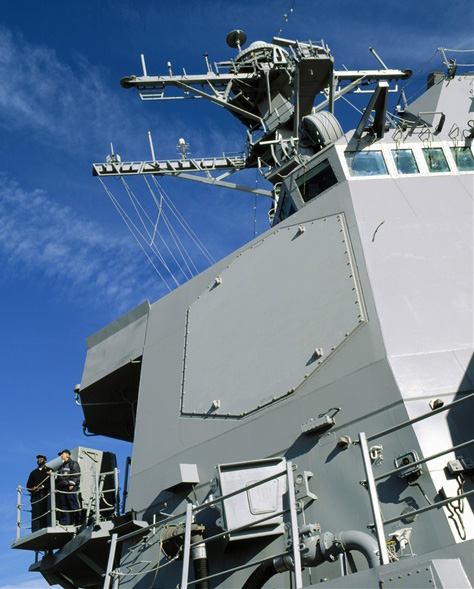
spy-1 雷達

### 優越的防空效能
神盾系統核心的防空管制能力極為出色，加上搭配了功能強大的AN/SPY-1 3D相位陣列雷達，使其可同時處理大量目標 。相較於以往一座射控雷達需為同一枚雷達指揮或半主動雷達導引防空飛彈提供全程導引的老方法，多目標同時追蹤能力優秀且作業能量強大的SPY-1雷達在搜索監視之餘還能同時為多枚標準防空飛彈提供中途導引，僅需在終端導引階段需藉助SPG-62照明雷達的分時照射，同時接戰多目標的能力便較以往高出三至四倍。絕大部分神盾艦艇使用的MK-41艦載垂直發射系統突破了發射速度與射擊範圍的問題，更使神盾系統應付飽和攻擊的能力倍增。
得益於SPY-1相位陣列雷達的高速掃瞄能力與高精確度，與先前使用SPS-48E雷達掃瞄空域的防空艦艇（如維吉尼亞級巡洋艦、紀德級驅逐艦等）相較，神盾系統在防空接戰時無論是反應時間或連續接戰表現都大幅提昇。以SPS-48E為例，至少需要三次 接觸才能建立目標檔案，再花費一次接觸取得第二次目標的方位距離並計算出速率，再經由數次計算速度向量來完成威脅判定 ，而SPS-48E的最大水平旋轉速率是每四秒一周，三次接觸就要花費12秒，更不提後續還需要更多雷達接觸來完成速率計算與威脅判定。即便是紀德級驅逐艦這類同時擁有兩具防空雷達的NTU艦，能以SPS-49雷達保持360度水平搜索、用SPS-48E專門指向特定方位來大幅節省掃瞄時間，也需要3到4秒才能建立目標檔案並計算出速率， 到完成威脅判定至少需要10秒；接著，由於SPS-48E本身精確度不足，因此需要再將資料轉移給MK-74飛彈射控系統，再由MK-74啟動SPG-51照明雷達重新在空中搜索目標並展開射擊接戰 ，又要多花費數秒，因此從SPS-48E首次接觸目標到第一枚飛彈射出，最快也不可能低於15秒。而SPY-1相位陣列雷達接觸目標並建立追蹤檔案 （此過程約亦需三秒左右）之後，只需要幾十分之一秒的時間就能朝目標方位密集送出波束並完成速率計算和威脅判定，而且由於SPY-1精確度足夠，能直接指揮SPG-62照明雷達 指向目標位展開照射（不需要重新搜索目標，稱為「僕役照明」，詳見標準系列區域防空飛彈一文），因此從第一次雷達接觸到發射第一枚飛彈可在10秒以內完成。首波接戰後，SPS-48E需要3至8次掃瞄才能判定是否攔截成功 ，即便繼續天線保持在固定方位，起碼也需要3至8秒；如果發現攔截失敗，很難有機會以標準飛彈進行第二波攔截（只能仰賴艦上近迫武器系統自行接戰）；而精確度與掃瞄速率高的SPY-1則可在不到1秒的時間完成再掃瞄，因此仍有時間進行第二次發射 標準飛彈。 以上假設還是基於威脅來自於單一軸線，如果同時因應兩個以上不同方向的威脅，考慮到SPS-48E還需要花費額外時間輪流轉至不同的威脅方位進行精確鎖定，加上配套SPS-49雷達比SPS-48E更低的精確度與目標更新速率（最快只能五秒完成一周掃瞄），整個接戰過程花費的時間只會更長，但同時對周遭全部空域保持密集監視的SPY-1相位陣列雷達則不受影響。

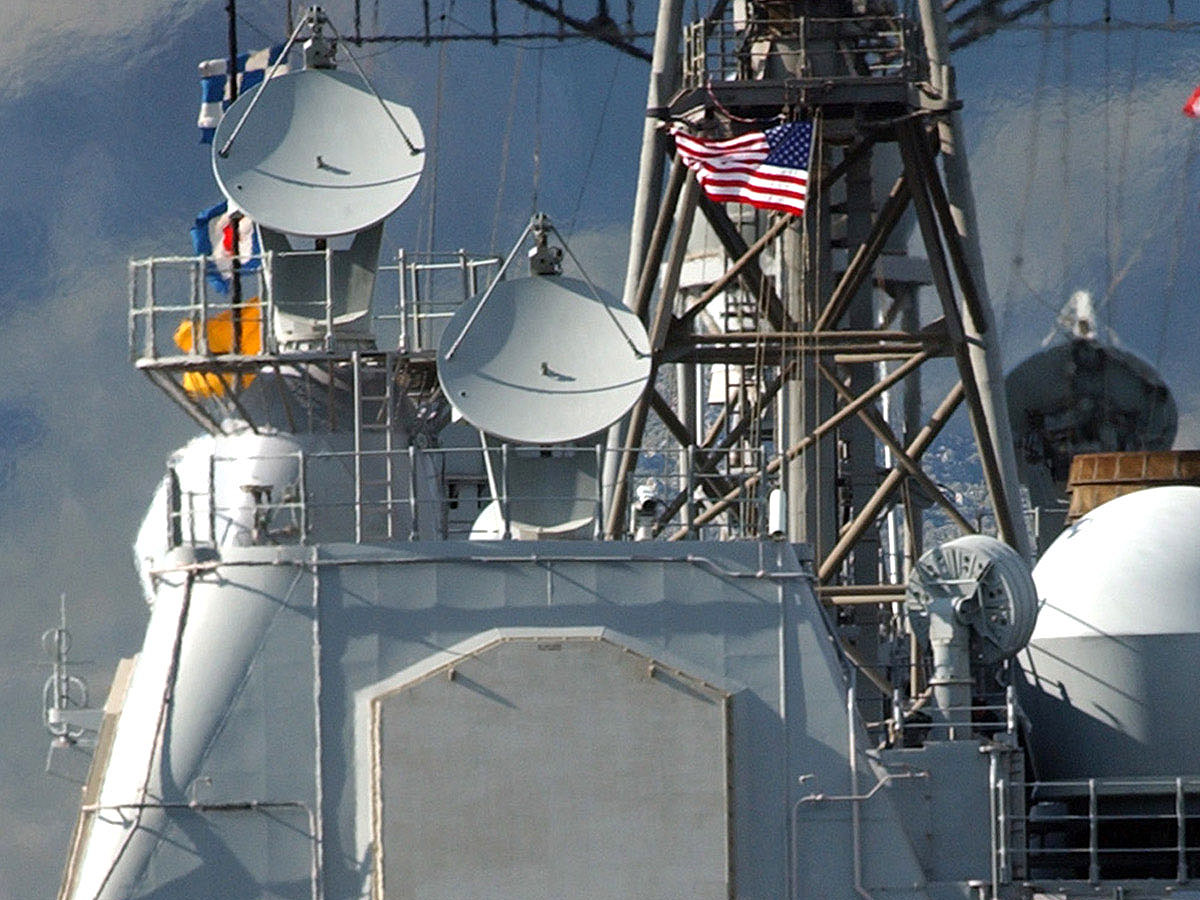
SPG-62照明雷達

由於神盾艦的AN/SPY-1 3D相位陣列雷達相位陣列雷達與NTU艦的SPS-48/49傳統旋轉雷達在目標更新速率、追蹤精確度方面存在著巨大落差，因此同樣是標準SM-2RIM-66飛彈飛彈系統，在 神盾與NTU兩種艦艇上的運作情況也會產生不小的差別。在神盾艦上，由於SPY-1在搜獲目標後能立刻進入追蹤狀態，並同時對超過200個目標實施近似射控等級的高精確度單脈衝（monopulse）追蹤， 所以能同時追蹤目標以及在空中飛行的SM-2，此外也能隨時分出波束（S波段）對SM-2飛彈進行上鏈傳輸；在如此優渥強大的偵測/射控條件支援下，神盾艦上的SM-2RIM-66飛彈在發射後便 快速而規律地進行下鏈傳輸回報位置，接著SPY-1雷達便將目標與飛彈的位置一併餽入神盾系統的武器控制系統（WCS）武器控制系統，進而計算出飛彈與目標間的位置相對變化，然後再透過SPY-1將新的控制參數上鏈給空中的SM-2飛彈 ；此種上/下鏈傳輸的更新速率極高，並持續進行到飛彈轉入終端照明階段、由連續波照明雷達接手為止。因此對於神盾艦而言，SM-2的中途導引比較接近指揮導引機制；然而由於SM-2飛彈會計算出最佳彈道，因此又與只會直線朝目標飛行的指揮導引機制不同 。由於SPY-1雷達同時保持對目標與SM-2飛彈的掌握，免除了飛彈每次比對自身與目標位置而必然產生的誤差，故具備更好的導控精度，能最平順地進入終端導引階段，避免浪費不必要的搜索時間。而在進入終端導引階段時，SPY-1雷達能提供 相當於射控等級的高精確度來指揮飛彈命中目標，因此神盾艦的SPG-62照明雷達係直接指向SPY-1指示的目標方位/仰角並立刻開始導引，不需任何預先的搜索動作，故可將SM-2由慣性導航階段轉入終端照明導引的反應時間降至最低（只需數秒） ；此外，照明雷達開始照射之後也不需要自己追蹤目標，完全由SPY-1相位陣列雷達指揮調整照射方向直到命中，所以SPG-62又被稱為指揮照明器（Direct Illuminators）或僕役照明器（Slave Illuminators）。由於只需要單向的照明，SPG-62的構造比過去美國海軍的照明雷達簡化許多，沒有G波段搜索功能，只具備X波段（I）波段照明功能 （只有發射器，沒有接收功能），成本與重量得以降低。
此外，在神盾系在設計階段時已經考慮到蘇聯各種電子反制措施的進步，故花了極大的心力，使神盾系統能在強烈的電子干擾環境中運作。

## 現代化

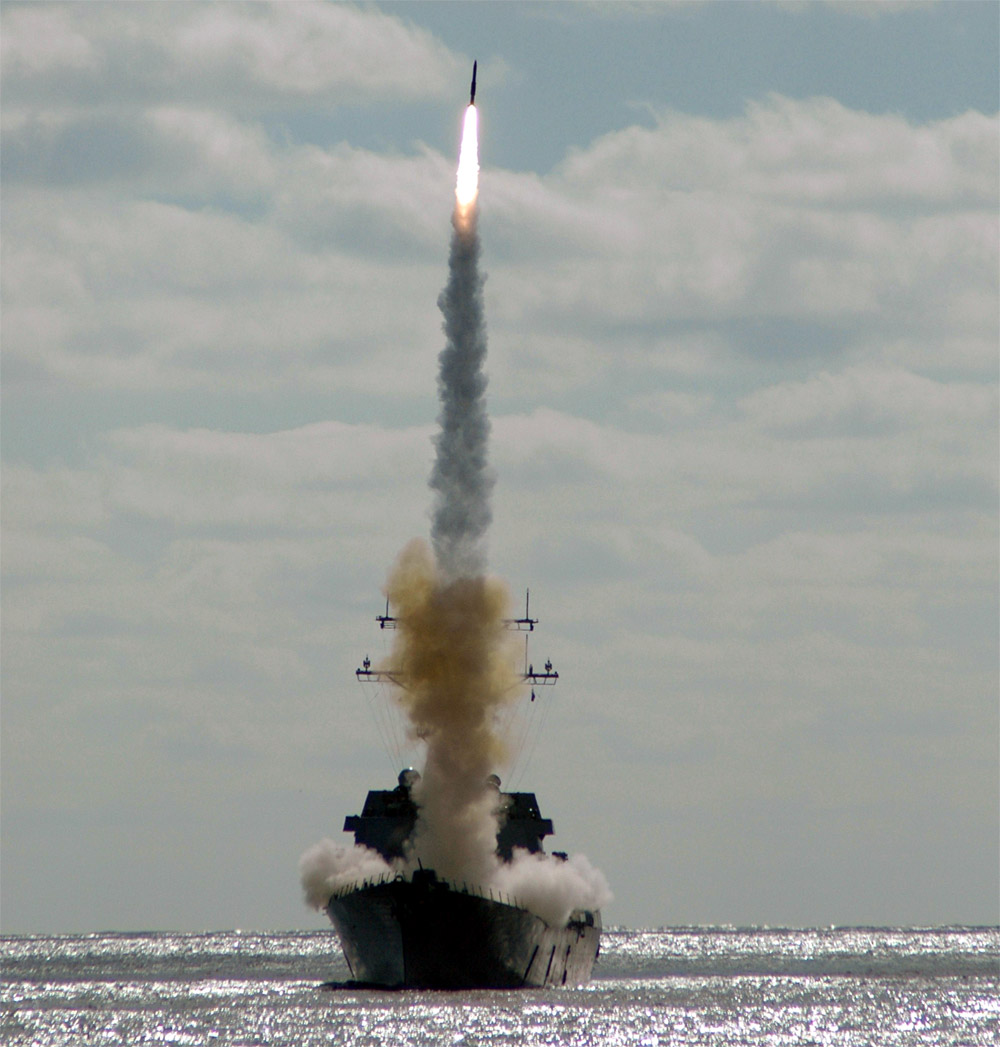
DDG-96發射飛彈

伯克級服役期間不斷進行改良，形成多個批次，美國海軍亦陸續將現役IIA型伯克級上使用的舊型AN/SPY-1被動式相位陣列雷達更換成新型的AN/SPY-6(V)4主動式相位陣列雷達。

## 承包商
- 船體：巴斯鋼鐵、通用動力和諾斯羅普·格魯曼造船公司
- AN/SPY-1雷達和神盾系統：洛克希德, 雷神（Raytheon)
- AN/SPY-6雷達：雷神（Raytheon)

## 同級艦
| 艦名                                              | 編號    | 建造廠         | 動工            | 下水            | 服役            | 退役       | 母港                          | 狀態     |
| I型                                               | I型     | I型            | I型             | I型             | I型             | I型        | I型                           | I型      |
| ------------------------------------------------- | ------- | -------------- | --------------- | --------------- | --------------- | ---------- | ----------------------------- | -------- |
| 阿利·伯克号 （Arleigh Burke）                     | DDG-51  | 巴斯鋼鐵廠     | 1988年 12月6日  | 1989年 9月16日  | 1991年 7月4日   | 预定2031年 | 安達盧西亞羅塔海军基地        | 現役     |
| IA型                                              |         |                |                 |                 |                 |            |                               |          |
| 貝瑞号 （Barry）                                  | DDG-52  | 英戈爾斯造船廠 | 1990年 2月26日  | 1991年 6月8日   | 1992年 12月12日 |            | 華盛頓州埃弗雷特海軍基地      | 現役     |
| 约翰·保罗·琼斯号 （John Paul Jones）              | DDG-53  | 巴斯鋼鐵廠     | 1990年 8月8日   | 1991年 10月26日 | 1993年 12月18日 |            | 夏威夷州珍珠港-希卡姆聯合基地 | 現役     |
| 柯蒂斯·威爾伯号 （Curtis Wilbur）                 | DDG-54  | 巴斯鋼鐵廠     | 1991年 3月12日  | 1992年 5月16日  | 1994年 3月19日  |            | 加利福尼亞州聖地牙哥海軍基地  | 現役     |
| 斯托特号 （Stout）                                | DDG-55  | 英戈爾斯造船廠 | 1991年 8月8日   | 1992年 10月16日 | 1994年 8月13日  |            | 維吉尼亞州諾福克海軍基地      | 現役     |
| 约翰·S·麥凱恩号 （John S. McCain）                | DDG-56  | 巴斯鋼鐵廠     | 1991年 9月3日   | 1992年 9月26日  | 1994年 7月2日   |            | 華盛頓州埃弗雷特海軍基地      | 現役     |
| 米契爾号 （Mitscher）                             | DDG-57  | 英戈爾斯造船廠 | 1992年 2月12日  | 1993年 5月7日   | 1994年 12月10日 |            | 維吉尼亞州諾福克海军基地      | 現役     |
| 拉布恩號 （Laboon）                               | DDG-58  | 巴斯鋼鐵廠     | 1992年 3月23日  | 1993年 2月20日  | 1995年 3月18日  |            | 維吉尼亞州諾福克海军基地      | 現役     |
| 拉塞尔号 （Russell）                              | DDG-59  | 英戈爾斯造船廠 | 1992年 7月24日  | 1994年 10月20日 | 1995年 5月20日  |            | 夏威夷州珍珠港-希卡姆聯合基地 | 現役     |
| 保罗·汉密尔顿号 （Paul Hamilton）                 | DDG-60  | 巴斯鋼鐵廠     | 1992年 8月24日  | 1993年 7月24日  | 1995年 5月27日  |            | 夏威夷州珍珠港-希卡姆聯合基地 | 現役     |
| 拉梅奇號 （Ramage）                               | DDG-61  | 英戈爾斯造船廠 | 1993年 1月4日   | 1994年 2月11日  | 1995年 7月22日  |            | 維吉尼亞州諾福克海军基地      | 現役     |
| 費茲傑羅號 （Fitzgerald）                         | DDG-62  | 巴斯鋼鐵廠     | 1993年 2月9日   | 1994年 1月29日  | 1995年 10月14日 |            | 加利福尼亞州聖地牙哥海軍基地  | 現役     |
| 史塔森號 （Stethem）                              | DDG-63  | 英戈爾斯造船廠 | 1993年 5月11日  | 1994年 7月17日  | 1995年 10月21日 |            | 加利福尼亞州聖地牙哥海軍基地  | 現役     |
| 卡尼號 （Carney）                                 | DDG-64  | 巴斯鋼鐵廠     | 1993年 8月8日   | 1994年 7月23日  | 1996年 4月13日  |            | 佛羅里達州梅波特海軍基地      | 現役     |
| 班福特號 （Benfold）                              | DDG-65  | 英戈爾斯造船廠 | 1993年 9月27日  | 1994年 11月9日  | 1996年 3月30日  |            | 神奈川縣橫須賀海軍設施        | 現役     |
| 岡薩雷斯號 （Gonzalez）                           | DDG-66  | 巴斯鋼鐵廠     | 1994年 2月3日   | 1995年 2月18日  | 1996年 10月12日 |            | 維吉尼亞州諾福克海軍基地      | 現役     |
| 科尔号 （Cole）                                   | DDG-67  | 英戈爾斯造船廠 | 1994年 2月28日  | 1995年 2月10日  | 1996年 6月8日   |            | 維吉尼亞州諾福克海軍基地      | 現役     |
| 蘇利文兄弟號 （The Sullivans）                    | DDG-68  | 巴斯鋼鐵廠     | 1994年 7月27日  | 1995年 8月12日  | 1997年 4月19日  |            | 佛罗里达州梅波特海军基地      | 現役     |
| 米利厄斯号 （Milius）                             | DDG-69  | 英戈爾斯造船廠 | 1994年 8月8日   | 1995年 8月1日   | 1996年 11月23日 |            | 神奈川縣橫須賀海軍設施        | 現役     |
| 霍伯號 （Hopper）                                 | DDG-70  | 巴斯鋼鐵廠     | 1995年 2月23日  | 1996年 1月6日   | 1997年 9月6日   |            | 夏威夷州珍珠港-希卡姆聯合基地 | 現役     |
| 罗斯号 （Ross）                                   | DDG-71  | 英戈爾斯造船廠 | 1995年 4月10日  | 1996年 3月22日  | 1997年 6月28日  |            | 維吉尼亞州諾福克海军基地      | 現役     |
| II型                                              |         |                |                 |                 |                 |            |                               |          |
| 马汉号 （Mahan）                                  | DDG-72  | 巴斯鋼鐵廠     | 1995年 8月17日  | 1996年 6月29日  | 1998年 2月2日   |            | 維吉尼亞州諾福克海軍基地      | 現役     |
| 迪凯特号 （Decatur）                              | DDG-73  | 巴斯鋼鐵廠     | 1996年 1月11日  | 1996年 11月10日 | 1998年 8月29日  |            | 加利福尼亞州聖地牙哥海軍基地  | 現役     |
| 麥克福爾號 （McFaul）                             | DDG-74  | 英戈爾斯造船廠 | 1996年 1月26日  | 1997年 1月18日  | 1998年 4月25日  |            | 維吉尼亞州諾福克海軍基地      | 現役     |
| 唐納·庫克號 （Donald Cook）                       | DDG-75  | 巴斯鋼鐵廠     | 1996年 7月9日   | 1997年 5月3日   | 1998年 12月4日  |            | 佛羅里達州梅波特海軍基地      | 現役     |
| 希金斯號 （Higgins）                              | DDG-76  | 巴斯鋼鐵廠     | 1996年 11月14日 | 1997年 10月4日  | 1999年 4月24日  |            | 日本橫須賀海軍基地            | 現役     |
| 奥凯恩号 （O'Kane）                               | DDG-77  | 巴斯鋼鐵廠     | 1997年 5月8日   | 1998年 3月28日  | 1999年 10月23日 |            | 夏威夷州珍珠港-希卡姆聯合基地 | 現役     |
| 波特号 （Porter）                                 | DDG-78  | 英戈爾斯造船廠 | 1996年 12月2日  | 1997年 11月12日 | 1999年 3月20日  |            | 維吉尼亞州諾福克海軍基地      | 現役     |
| IIA型                                             |         |                |                 |                 |                 |            |                               |          |
| 奥斯卡·奥斯汀号 （Oscar Austin）                  | DDG-79  | 巴斯鋼鐵廠     | 1997年 10月9日  | 1998年 11月7日  | 2000年 8月19日  |            | 西班牙羅塔海军基地            | 現役     |
| 羅斯福號 （Roosevelt）                            | DDG-80  | 英戈爾斯造船廠 | 1997年 12月15日 | 1999年 1月10日  | 2000年 10月14日 |            | 西班牙羅塔海军基地            | 現役     |
| 溫斯頓·S·邱吉爾號 （Winston S. Churchill）        | DDG-81  | 巴斯鋼鐵廠     | 1998年 5月7日   | 1999年 4月17日  | 2001年 3月10日  |            | 維吉尼亞州諾福克海軍基地      | 現役     |
| 拉森號 （Lassen）                                 | DDG-82  | 英戈爾斯造船廠 | 1998年 8月24日  | 1999年 10月16日 | 2001年 4月21日  |            | 佛羅里達州梅波特海軍基地      | 現役     |
| 霍華号 （Howard）                                 | DDG-83  | 巴斯鋼鐵廠     | 1998年 12月9日  | 1999年 11月20日 | 2001年 10月20日 |            | 神奈川縣橫須賀海軍設施        | 現役     |
| 巴尔克利號 （Bulkeley）                           | DDG-84  | 英戈爾斯造船廠 | 1999年 5月10日  | 2000年 6月21日  | 2001年 12月8日  |            | 安達盧西亞羅塔海軍基地        | 現役     |
| 麥坎貝爾號 （McCampbell）                         | DDG-85  | 巴斯鋼鐵廠     | 1999年 7月15日  | 2000年 7月2日   | 2002年 8月17日  |            | 神奈川縣橫須賀海軍設施        | 現役     |
| 肖普號 （Shoup）                                  | DDG-86  | 英戈爾斯造船廠 | 1999年 12月13日 | 2000年 11月22日 | 2002年 6月22日  |            | 神奈川縣橫須賀海軍設施        | 現役     |
| 梅森号 （Mason）                                  | DDG-87  | 巴斯鋼鐵廠     | 2000年 1月19日  | 2001年 6月23日  | 2003年 4月12日  |            | 維吉尼亞州諾福克海軍基地      | 現役     |
| 普雷贝尔号 （Preble）                             | DDG-88  | 英戈爾斯造船廠 | 2000年 6月22日  | 2001年 6月1日   | 2002年 11月9日  |            | 夏威夷州珍珠港-希卡姆聯合基地 | 現役     |
| 马斯廷号 （Mustin）                               | DDG-89  | 英戈爾斯造船廠 | 2001年 1月15日  | 2001年 12月12日 | 2003年 7月26日  |            | 加利福尼亞州聖地牙哥海軍基地  | 現役     |
| 查菲號 （Chafee）                                 | DDG-90  | 巴斯鋼鐵廠     | 2001年 4月12日  | 2002年 11月2日  | 2003年 10月18日 |            | 夏威夷州珍珠港-希卡姆聯合基地 | 現役     |
| 平克尼號 （Pinckney）                             | DDG-91  | 英戈爾斯造船廠 | 2001年 7月16日  | 2002年 6月26日  | 2004年 5月29日  |            | 加利福尼亞州聖地牙哥海軍基地  | 現役     |
| 莫姆森号 （Momsen）                               | DDG-92  | 巴斯鋼鐵廠     | 2001年 11月16日 | 2003年 7月19日  | 2004年 9月18日  |            | 華盛頓州埃弗雷特海軍基地      | 現役     |
| 鍾雲號 （Chung-Hoon）                             | DDG-93  | 英戈爾斯造船廠 | 2002年 1月14日  | 2002年 12月15日 | 2004年 9月18日  |            | 夏威夷州珍珠港-希卡姆聯合基地 | 現役     |
| 尼采號 （Nitze）                                  | DDG-94  | 巴斯鋼鐵廠     | 2002年 9月20日  | 2004年 4月3日   | 2005年 3月5日   |            | 維吉尼亞州諾福克海軍基地      | 現役     |
| 詹姆·E·威廉斯號 （James E. Williams）             | DDG-95  | 英戈爾斯造船廠 | 2002年 7月15日  | 2003年 6月25日  | 2004年 12月11日 |            | 維吉尼亞州諾福克海軍基地      | 現役     |
| 班布里奇号 （Bainbridge）                         | DDG-96  | 巴斯鋼鐵廠     | 2003年 5月7日   | 2004年 11月13日 | 2005年 11月12日 |            | 維吉尼亞州諾福克海軍基地      | 現役     |
| 海爾賽号 （Halsey）                               | DDG-97  | 英戈爾斯造船廠 | 2002年 1月13日  | 2004年 1月9日   | 2005年 7月30日  |            | 夏威夷州珍珠港-希卡姆聯合基地 | 現役     |
| 佛瑞斯特·舍曼号 （Forrest Sherman）               | DDG-98  | 英戈爾斯造船廠 | 2003年 8月7日   | 2004年 10月2日  | 2006年 1月28日  |            | 維吉尼亞州諾福克海軍基地      | 現役     |
| 法拉格特号 （Farragut）                           | DDG-99  | 巴斯鋼鐵廠     | 2004年 1月9日   | 2005年 7月23日  | 2006年 6月10日  |            | 佛羅里達州梅波特海軍基地      | 現役     |
| 紀德号 （Kidd）                                   | DDG-100 | 英戈爾斯造船廠 | 2004年 4月29日  | 2005年 1月22日  | 2007年 6月9日   |            | 華盛頓州埃弗雷特海軍基地      | 現役     |
| 格里德利号 （Gridley）                            | DDG-101 | 巴斯鋼鐵廠     | 2004年 7月30日  | 2005年 12月28日 | 2007年 2月10日  |            | 華盛頓州埃弗雷特海軍基地      | 現役     |
| 桑普森号 （Sampson）                              | DDG-102 | 巴斯鋼鐵廠     | 2005年 3月20日  | 2006年 9月16日  | 2007年 11月3日  |            | 華盛頓州埃弗雷特海軍基地      | 現役     |
| 特魯斯頓號 （Truxtun）                            | DDG-103 | 英戈爾斯造船廠 | 2005年 4月11日  | 2007年 6月2日   | 2009年 4月25日  |            | 維吉尼亞州諾福克海軍基地      | 現役     |
| 斯特雷特号 （Sterett）                            | DDG-104 | 巴斯鋼鐵廠     | 2005年 11月17日 | 2007年 5月19日  | 2008年 8月9日   |            | 加利福尼亞州聖地牙哥海軍基地  | 現役     |
| 杜威号 （Dewey）                                  | DDG-105 | 英戈爾斯造船廠 | 2006年 10月4日  | 2008年 1月26日  | 2010年 3月6日   |            | 神奈川縣橫須賀海軍設施        | 現役     |
| 史托戴爾號 （Stockdale）                          | DDG-106 | 巴斯鋼鐵廠     | 2006年 8月10日  | 2008年 2月24日  | 2009年 4月18日  |            | 加利福尼亞州聖地牙哥海軍基地  | 現役     |
| 格雷夫利號 （Gravely）                            | DDG-107 | 英戈爾斯造船廠 | 2007年 11月26日 | 2009年 3月30日  | 2010年 11月20日 |            | 維吉尼亞州諾福克海軍基地      | 現役     |
| 韦恩·E·迈耶号 （Wayne E. Meyer）                  | DDG-108 | 巴斯鋼鐵廠     | 2007年 5月18日  | 2008年 10月18日 | 2009年 10月10日 |            | 加利福尼亞州聖地牙哥海軍基地  | 現役     |
| 賈森·鄧漢號 （Jason Dunham）                      | DDG-109 | 巴斯鋼鐵廠     | 2008年 4月11日  | 2009年 8月1日   | 2010年 11月13日 |            | 維吉尼亞州諾福克海軍基地      | 現役     |
| 威廉·P·羅倫斯號 （William P. Lawrence）           | DDG-110 | 英戈爾斯造船廠 | 2008年 9月16日  | 2009年 12月15日 | 2011年 6月4日   |            | 夏威夷州珍珠港-希卡姆聯合基地 | 現役     |
| 史普魯恩斯號 （Spruance）                         | DDG-111 | 巴斯鋼鐵廠     | 2009年 5月14日  | 2010年 6月6日   | 2011年 10月1日  |            | 加利福尼亞州聖地牙哥海軍基地  | 現役     |
| 麥可·莫非號 （Michael Murphy）                    | DDG-112 | 巴斯鋼鐵廠     | 2010年 6月18日  | 2011年 5月7日   | 2012年 10月6日  |            | 夏威夷州珍珠港-希卡姆聯合基地 | 現役     |
| 約翰·芬恩號 （John Finn）                         | DDG-113 | 英戈爾斯造船廠 | 2013年 11月5日  | 2015年 3月28日  | 2017年 7月15日  |            | 神奈川縣橫須賀海軍設施        | 現役     |
| 拉夫·約翰遜號 （Ralph Johnson）                   | DDG-114 | 英戈爾斯造船廠 | 2014年 12月12日 | 2015年 12月12日 | 2018年 3月24日  |            | 神奈川縣橫須賀海軍設施        | 現役     |
| 拉斐爾·比拉達號 （Rafael Peralta）                | DDG-115 | 巴斯鋼鐵廠     | 2014年 10月30日 | 2015年 11月1日  | 2017年 7月29日  |            | 神奈川縣橫須賀海軍設施        | 現役     |
| IIA型：技術增進版（Technology Insertion）         |         |                |                 |                 |                 |            |                               |          |
| 湯馬斯·哈德納號 （Thomas Hudner）                 | DDG-116 | 巴斯鋼鐵廠     | 2015年 11月16日 | 2017年 4月1日   | 2018年 12月1日  |            | 佛羅里達州梅波特海軍基地      | 現役     |
| 保罗·伊格内修斯號 （Paul Ignatius）               | DDG-117 | 英戈爾斯造船廠 | 2015年 10月20日 | 2016年 11月12日 | 2019年 7月27日  |            | 安達盧西亞羅塔海军基地        | 現役     |
| 丹尼尔·井上號 （Daniel Inouye）                   | DDG-118 | 巴斯鋼鐵廠     | 2018年 5月14日  | 2019年 10月27日 | 2021年 12月8日  |            | 夏威夷州珍珠港-希卡姆聯合基地 | 現役     |
| 德爾伯特·D·布萊克號 （Delbert D. Black）          | DDG-119 | 英戈爾斯造船廠 | 2016年 6月1日   | 2017年 9月8日   | 2020年 9月26日  |            | 佛羅里達州梅波特海軍基地      | 現役     |
| 卡爾·M·萊文號 （Carl M. Levin）                   | DDG-120 | 巴斯鋼鐵廠     | 2019年 2月1日   | 2021年 5月16日  | 2023年 6月24日  |            | 夏威夷州珍珠港-希卡姆聯合基地 | 現役     |
| 小法蘭克·E·派特森號 （Frank E. Petersen Jr.）     | DDG-121 | 英戈爾斯造船廠 | 2017年 2月21日  | 2018年 7月13日  | 2022年 5月14日  |            | 夏威夷州珍珠港-希卡姆聯合基地 | 現役     |
| 約翰·巴西隆號 （John Basilone）                   | DDG-122 | 巴斯鋼鐵廠     | 2020年 1月10日  | 2022年 6月12日  | 2024年 11月9日  |            | 佛羅里達州梅波特海軍基地      | 現役     |
| 蕾娜·薩克利夫·希格比號 （Lenah Sutcliffe Higbee） | DDG-123 | 英戈爾斯造船廠 | 2017年 11月14日 | 2020年 1月27日  | 2023年 5月13日  |            | 加利福尼亞州聖地牙哥海軍基地  | 現役     |
| 小哈維·C·巴納姆號 (Harvey C .Barnum Jr.)          | DDG-124 | 巴斯鋼鐵廠     | 2021年 4月6日   | 2023年 10月3日  | 預計2025年      |            | 維吉尼亞州諾福克海軍基地      | 已交付   |
| 派屈克·加拉格爾號 (Patrick Gallagher)             | DDG-127 | 巴斯鋼鐵廠     | 2022年 3月30日  | 2024年 7月27日  | 預計2026年      |            | 維吉尼亞州諾福克海軍基地      | 已下水   |
| III型                                             |         |                |                 |                 |                 |            |                               |          |
| 傑克·H·盧卡斯號 （Jack H. Lucas）                 | DDG-125 | 英戈爾斯造船廠 | 2019年 11月8日  | 2021年 6月4日   | 2023年 10月7日  |            | 加利福尼亞州聖地牙哥海軍基地  | 現役     |
| 小路易斯·H·威爾遜號 （Louis H. Wilson, Jr.）      | DDG-126 | 巴斯鋼鐵廠     | 2023年 5月16日  | 預計2025年6月   |                 |            |                               | 即將下水 |
| 泰德·史蒂文斯號 (Ted Stevens)                     | DDG-128 | 英戈爾斯造船廠 | 2022年 3月9日   | 2023年 8月15日  |                 |            | 維吉尼亞州諾福克海軍基地      | 已交付   |
| 傑里邁亞·登頓號 (Jeremiah Denton)                 | DDG-129 | 英戈爾斯造船廠 | 2022年 8月16日  | 2025年3月26日   |                 |            |                               | 已下水   |
| 威廉·夏爾特號 (William Charette)                  | DDG-130 | 巴斯鋼鐵廠     | 2024年 8月29日  |                 |                 |            |                               | 建造中   |
| 喬治·M·尼爾號 (George M. Neal)                    | DDG-131 | 英戈爾斯造船廠 | 2023年 12月16日 |                 |                 |            |                               | 建造中   |
| 昆廷·沃爾什號 (Quentin Walsh)                     | DDG-132 | 巴斯鋼鐵廠     | 2025年 5月20日  |                 |                 |            |                               | 建造中   |
| 山姆·納恩號 (Sam Nunn)                            | DDG-133 | 英戈爾斯造船廠 | 2022年 12月12日 |                 |                 |            |                               | 建造中   |
| 約翰·E·基爾默號 (John E. Kilmer)                  | DDG-134 | 巴斯鋼鐵廠     |                 |                 |                 |            |                               | 建造中   |
| 泰德·柯克蘭號 (Thad Cochran)                      | DDG-135 | 英戈爾斯造船廠 |                 |                 |                 |            |                               | 建造中   |
| 理查德·G·盧加爾號 (Richard G. Lugar)              | DDG-136 | 巴斯鋼鐵廠     |                 |                 |                 |            |                               | 計畫中   |
| 約翰·F·雷曼號 (John F. Lehman)                    | DDG-137 | 英戈爾斯造船廠 |                 |                 |                 |            |                               | 計畫中   |
| J·威廉·米登道夫號 (J. William Middendorf)         | DDG-138 | 巴斯鋼鐵廠     |                 |                 |                 |            |                               | 計畫中   |
| 特雷斯弗羅·特立尼達號 (Telesforo Trinidad)        | DDG-139 | 英戈爾斯造船廠 |                 |                 |                 |            |                               | 計畫中   |
| 湯馬斯·G·凱利號 (Thomas G. Kelley)                | DDG-140 | 巴斯鋼鐵廠     |                 |                 |                 |            |                               | 計畫中   |
| 歐內斯特·E·埃文斯號 (Ernest E. Evans)             | DDG-141 | 英戈爾斯造船廠 |                 |                 |                 |            |                               | 計畫中   |
| 查理斯·J·弗倫奇號 (Charles J. French)             | DDG-142 | 英戈爾斯造船廠 |                 |                 |                 |            |                               | 計畫中   |
| 理查德·J·丹齊格號 (Richard J. Danzig)             | DDG-143 | 英戈爾斯造船廠 |                 |                 |                 |            |                               | 計畫中   |
| 邁克爾·G·馬倫號 (Michael G. Mullen)               | DDG-144 | 巴斯鋼鐵廠     |                 |                 |                 |            |                               | 計畫中   |
| 無畏號 (Intrepid)                                 | DDG-145 | 英戈爾斯造船廠 |                 |                 |                 |            |                               | 計畫中   |
| 羅伯特·克里號 (Robert Kerrey)                     | DDG-146 | 英戈爾斯造船廠 |                 |                 |                 |            |                               | 計畫中   |
| 雷·馬布斯號 (Ray Mabus)                           | DDG-147 | 英戈爾斯造船廠 |                 |                 |                 |            |                               | 計畫中   |
| 凱爾·卡本特號 (Kyle Carpenter)                    | DDG-148 | 巴斯鋼鐵廠     |                 |                 |                 |            |                               | 計畫中   |
| 羅伯特·R·英格拉姆號 (Robert R. Ingram)            | DDG-149 | 英戈爾斯造船廠 |                 |                 |                 |            |                               | 計畫中   |

阿利·伯克级的DDG-112號艦迈克尔·墨菲号原为同級艦中的最后一艘，然而在2009年4月，美国海军宣布伴隨朱姆沃尔特级驱逐舰建造数量减为3艘之故，將增加3艘阿利·伯克级的建造计划。2013年6月3日报道，美国海军授予通用动力公司造船厂和亨廷顿·英格尔斯造船厂共价值超过60亿美元合同建造9艘阿利·伯克级驱逐舰，并有可能追加建造第10艘。之後美國又陸續增加新艦訂購量，並於2013年5月公開的採購報告中增加兩艘Flight III型新艦的預算，使得包含建造中與計畫中的同級艦總數增加到79艘。據2015年情報指出年美國海軍最多可採購42艘Flight III型，首艘艦艇將於2023年服役。

### 海外的衍生版本
日本海上自衛隊也有四艘以Flight I為構型的阿利·伯克級改裝版，命名為金剛級護衛艦。以Flight IIA為構型的阿利·伯克級改裝版，於2008年之前服役的2艘愛宕級護衛艦和於2021之前服役的2艘摩耶級護衛艦，愛宕級為Flight IIA型標準，摩耶級為Flight IIA型技術增進版（Technology Insertion）標準。2010年金刚级完成系统升级，達到Flight IIA标准，以满足使用SM-3系统的需要。
韓國海軍世宗大王級驅逐艦，滿載排水量10290噸，其原型正是美國「伯克」級，採用神盾基線7.1戰鬥系統系統，AN/SPY-1D(V)型被動相位陣列雷達，Mk45 Mod4 127mm艦炮、標準2 BlockⅢA防空飛彈、RIM-116防空飛彈。

## 事故
2000年10月，科爾號（DDG-67）在葉門補給時遭自殺小艇撞破船身，造成39名船員受傷、17名船員喪生。該艦之後由半潛式重載船藍馬林魚號（MV Blue Marlin）載運回美國（运载费用450万美元），於2001年修復重新服役。修复过程共花费2.5亿美元。
2005年8月22日，麦克福尔号（DDG-74）和温斯顿·丘吉尔号（DDG-81）在杰克逊维尔附近沿海进行训练时发生輕微相撞，所幸没有人员伤亡。
2012年8月，波特號（DDG-78）航行通過霍爾木茲海峽時和一艘日本超大型油輪音羽山丸（MV Otowasan Maru）相撞，造成船身右舷上部及船身部分區域毀損，所幸無人受傷。由於動力系統未故障，所以自力航行回到美國，於2012年10月修復船身繼續服役。修复费用共计4940万美元。
2017年6月17日，費茲傑羅號（DDG-62）在日本靜岡縣南伊豆町外海與菲律賓籍的貨櫃輪ACX CRYSTAL相撞，造成費茲傑羅號右舷側面大面積和內部艙室損壞，包含艦長在內共3人受傷、7人喪生。該艦之後由半潛式重載船藍馬林魚號（MV Blue Marlin）从日本横须贺基地載運回美國密西西比州船厂修理。修复费用预计超过5亿美元。经过近兩年的維修。2019年年10月重新下水，2020年6月中旬恢復部署。
2017年8月21日，麥肯號（USS John S. McCain，DDG-56）在新加坡以東、麻六甲海峽附近與賴比瑞亞籍油輪「Alnic MC」發生碰撞，已知造成美軍十人死亡、五人受傷，事故肇因還在調查中；油輪雖有受損，但裝載油料與化學物品並未傳出外洩。美国海军作战部长约翰·理查德森二十一日表示，已下令美軍全球艦隊「暫停任務」，進行檢討。该船于2017年10月份已经被财富号（MV Treasure）半潜船从新加坡樟宜海军基地运往日本横须贺基地进行修理。预料维修费用约为2.23亿美元。
2017年11月18日，班福特號（USS Benfold，DDG 65）在相模灣与日本一艘私人拖船相撞。
2021年9月1日，麥坎貝爾號（USS McCampbell，DDG 85）在位於波特蘭的天鵝島造船廠（Swan Island Shipyard）進行耗時17個月的升級改裝工程期间，9月1日當晚，工程備品互相產生化學反應，雖未起火，但隨後衝出煙霧，現場人員立即疏散，工程也暫時停止。

## 流行文化
- 2012年所上映的美國科幻電影超級戰艦中登場，電影中當時參與環太平洋軍事演習的美國海軍桑普森號驅逐艦 (DDG-102)（USS Sampson DDG-102）、美國海軍約翰·保羅·瓊斯號驅逐艦 (DDG-53)（USS John Paul Jones DDG-53）、日本海上自衛隊妙高號護衛艦（JDS Myōkō DDG-175）一同前往偵查外星戰艦墜毀地點。片中桑普森號及妙高號為了掩護約翰‧保羅‧瓊斯號能安全撤退遭受外星戰艦攻擊導致被徹底炸碎並沉沒。
- 2013年所上映的日本動畫劇集蒼藍鋼鐵戰艦中登場。
- 2017年所上映的美國動作片美國刺客中登場，電影中隸屬第六艦隊阿利·伯克級驅逐艦弗林號曾企圖對進行自殺式核攻擊的快艇進行攻擊，但由於中央情报局特工米基·拉普（英语：Mitch Rapp）成功搶回核彈並將核彈拋落海，故停止攻擊。當核彈於海底引爆時，片中弗林號因核爆炸的激波而嚴重受損[36]。

## 相關連結
- 美国 提康德罗加级飛彈巡洋舰
- 美国 朱姆沃爾特級驅逐艦
- 中国 055型驱逐舰
- 中国 052D型驱逐舰
- 中国 052C型驅逐艦
- 日本 金剛型護衛艦
- 日本 愛宕型護衛艦
- 日本 摩耶級護衛艦
- 世宗大王級驅逐艦
- 美國海軍艦艇列表
- 神盾戰鬥系統

## 延伸阅读
- Sanders, Michael S. . New York: HarperCollins. 1999. ISBN 0-06-019246-1.（描述了巴斯钢铁厂建造唐纳德·库克号（DDG-75））

## 外部連結
- Arleigh Burke-class destroyers （页面存档备份，存于） at Destroyer History Foundation （页面存档备份，存于）
- Arleigh Burke unit list （页面存档备份，存于）